# Новоівановський 2-й
Новоіва́новський 2-й (рос. Новоивановский 2-й) — селище у складі Чебулинського округу Кемеровської області, Росія.
Стара назва — Степний.

## Населення
Населення — 69 осіб (2010; 67 у 2002).
Національний склад (станом на 2002 рік):
- росіяни — 93 %